# 島根県道320号珍崎浦郷港線
島根県道320号珍崎浦郷港線（しまねけんどう320ごう ちんざきうらごうこうせん）は、島根県隠岐郡西ノ島町を通る一般県道である。

## 概要
隠岐郡西ノ島町大字浦郷から浦郷港に至る。

### 路線データ
- 起点：隠岐郡西ノ島町大字浦郷
- 終点：隠岐郡西ノ島町大字浦郷（国道485号交点、島根県道315号国賀海岸線終点）

## 歴史
- 1959年（昭和34年）8月7日 - 島根県告示第626号により認定される。
- 1969年（昭和44年）4月1日 - 隠岐諸島にあった海士郡・穏地郡・周吉郡・知夫郡が統合され、隠岐郡が成立する。それにより起終点の地名が知夫郡西ノ島町浦郷から隠岐郡西ノ島町浦郷に変更される。
- 1972年（昭和47年）頃 - 現行の県道番号に変更される。
- 1993年（平成5年）4月1日 - 島根県告示第409号で島根県道315号国賀海岸線が認定されたことにより隠岐郡西ノ島町浦郷字由良以遠が同路線と重用することになり、実質上の延長が短くなる。

## 路線状況

### 重複区間
- 島根県道315号国賀海岸線（隠岐郡西ノ島町大字浦郷）

## 地理

### 通過する自治体
- 隠岐郡西ノ島町

### 交差する道路
| 交差する道路                                   | 交差する場所 | 交差する場所 |
| ---------------------------------------------- | ------------ | ------------ |
| 島根県道315号国賀海岸線 重複区間起点           | 大字浦郷     |              |
| 国道485号 島根県道315号国賀海岸線 重複区間終点 | 大字浦郷     | 終点         |

### 沿線
- 西ノ島町立中央公民館（ノアホール）
- 浦郷警察署
- 西ノ島町役場
- 浦郷港